# Departamentul de Educație al Statelor Unite ale Americii
Departamentul de Educație al Statelor Unite ale Americii (în engleză United States Department of Education, acronim ED) este un departament de cabinet al guvernului Statelor Unite ale Americii, creat în 1979 și activ din 1980. Scopul principal al acestuia este de a asigura accesul egal la educație și de a sprijini calitatea educației pentru toți studenții din SUA. Departamentul nu stabilește curricula sau standardele educaționale, deoarece educația este organizată la nivel de stat și local, dar oferă finanțare și sprijin pentru diverse programe educaționale.
Departamentul este condus de Secretarul Educației și are responsabilități precum stabilirea politicilor privind ajutorul financiar federal pentru educație, colectarea datelor și difuzarea cercetării, precum și concentrarea atenției naționale asupra problemelor educaționale importante.